# 拉巴佐日
拉巴佐日（法語：La Bazoge，法語發音：[la bazɔʒ]）是法国萨尔特省的一个市镇，属于勒芒区。

## 地理
拉巴佐日（48°5'55"N, 0°9'19"E）面积22.87 平方千米，位于法国卢瓦尔河地区大区萨尔特省，该省份为法国西北部内陆省份，北起顺时针与奥恩省、厄尔-卢瓦省、卢瓦-谢尔省、安德尔-卢瓦尔省、曼恩-卢瓦尔省和马耶讷省接壤，是法国大西部的入口，连接卢瓦尔河谷、布列塔尼和巴黎盆地。
与拉巴佐日接壤的市镇（或旧市镇、城区）包括：萨尔特河畔圣雅姆、圣萨蒂南、苏耶、拉沙佩勒圣弗赖、拉吉耶尔什、拉米莱斯、萨尔特河畔讷维尔、圣让达塞。

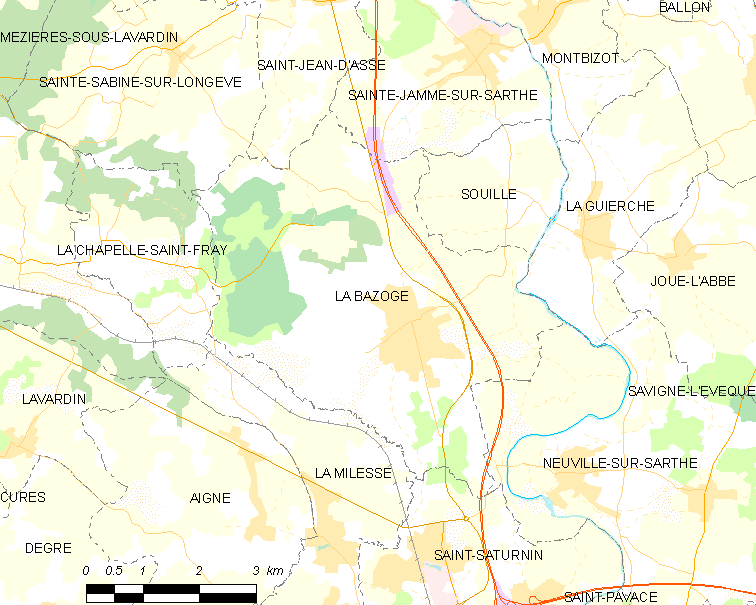
拉巴佐日的OSM定位图

拉巴佐日的时区为UTC+01:00、UTC+02:00（夏令时）。

## 行政
拉巴佐日的邮政编码为72650，INSEE市镇编码为72024。

## 政治
拉巴佐日所属的省级选区为博内塔布勒县。

## 人口

1962-2008年间拉巴佐日人口变化图示

拉巴佐日于2022年1月1日时的人口数量为3748人。